# Ихатсунйоки
Ихатсунйоки, в верхнем течении — Ихатсуоя — река в России, протекает по Суоярвскому району Карелии.

## Физико-географическая характеристика
Длина реки — 17 км.
Протекает через озеро Ихатсунъярви, ниже него принимает левый приток — Маласоя.
Ниже озера Ала-Ихатсунъярви называется Ихатсунйоки, далее течёт на юг, принимая правый приток — Пойкоя. Устье реки находится в 13 км по правому берегу реки Саркайоки севернее посёлка Леппясюрья.

## Данные водного реестра
По данным государственного водного реестра России относится к Балтийскому бассейновому округу, водохозяйственный участок реки — Водные объекты бассейна оз. Ладожское без рр. Волхов, Свирь и Сясь, речной подбассейн реки — Нева и реки бассейна Ладожского озера (без подбассейна Свирь и Волхов, российская часть бассейнов). Относится к речному бассейну реки Нева (включая бассейны рек Онежского и Ладожского озера).
Код объекта в государственном водном реестре — 01040300212102000011037.